# Lutz D. Schmadel
Lutz D. Schmadel (Berlim, 2 de julho de 1942 – 21 de outubro de 2016) foi um astrônomo alemão, descobridor de numerosos asteroides.
Autor do Dictionary of Minor Planet Names, um livro de referência contendo informação sobre a descoberta e nomeação de 12 804 asteroides (março de 2006).
Um asteroide, o 2234 Schmadel, descoberto em 1977, foi nomeado em sua honra.